# DSA-560

Indicador

Antiguo Indicador

- La DSA-560, (Antigua SA-320) es una carretera provincial que une las localidades de Vitigudino y Mieza en la provincia de Salamanca.[1]

- Fue reformada en el año 2006 realizándose en ella una mejora y ampliación del firme.

- Constituye la vértebra central de la comarca natural de las Arribes. 
  - Pasa por las localidades salmantinas de Vitigudino, Valderrodrigo, El Milano, Cerezal de Peñahorcada y Mieza.
  - Además da acceso a las localidades salmantinas de Barceíno, Guadramiro, Encinasola de los Comendadores (desde Valderrodrigo), Cabeza del Caballo, Barruecopardo, Saucelle (por Barruecopardo), La Zarza de Pumareda y Vilvestre.

## Historia
El 22 de junio de 2011 el delegado territorial de la Junta de Castilla y León en Salamanca, Gerardo Sánchez-Granjel, y la presidenta de la Diputación, Isabel Jiménez, firmaron el acta de cambio de titularidad de cuatro carreteras de la provincia, tal como habían aprobado los órganos competentes de ambas instituciones. La Junta de Castilla y León asume la titularidad de la DSA-230 y de la DSA-340, las cuales son renombradas como SA-212, y SA-213, y la Diputación de Salamanca asume la titularidad de la SA-320 y la SA-330, las cuales son renombradas como DSA-560, y DSA-576.
En el Plan de carreteras 2013 de la Diputación Provincial de Salamanca la SA-320 pasa a denominarse DSA-560

## Recorrido
| Vitigudino (Intersección con ) - Mieza (Intersección con ) | Vitigudino (Intersección con ) - Mieza (Intersección con ) | Vitigudino (Intersección con ) - Mieza (Intersección con ) | Vitigudino (Intersección con ) - Mieza (Intersección con ) | Vitigudino (Intersección con ) - Mieza (Intersección con ) | Vitigudino (Intersección con ) - Mieza (Intersección con ) | Vitigudino (Intersección con ) - Mieza (Intersección con ) | Vitigudino (Intersección con ) - Mieza (Intersección con ) | Vitigudino (Intersección con ) - Mieza (Intersección con ) | Vitigudino (Intersección con ) - Mieza (Intersección con ) | Vitigudino (Intersección con ) - Mieza (Intersección con ) |
| Esquema                                                    | PK                                                         | Sentido Mieza (creciente)                                  | Sentido Mieza (creciente)                                  | Sentido Mieza (creciente)                                  | Sentido Mieza (creciente)                                  | Sentido Vitigudino (decreciente)                           | Sentido Vitigudino (decreciente)                           | Sentido Vitigudino (decreciente)                           | Sentido Vitigudino (decreciente)                           | Incidencias                                                |
| Esquema                                                    | PK                                                         | Velocidad                                                  | Elemento                                                   | Salida                                                     | Salida                                                     | Salida                                                     | Salida                                                     | Elemento                                                   | Velocidad                                                  | Incidencias                                                |
| Esquema                                                    | PK                                                         | Velocidad                                                  | Elemento                                                   | Dir.                                                       | Nombre                                                     | Nombre                                                     | Dir.                                                       | Elemento                                                   | Velocidad                                                  | Incidencias                                                |
| ---------------------------------------------------------- | ---------------------------------------------------------- | ---------------------------------------------------------- | ---------------------------------------------------------- | ---------------------------------------------------------- | ---------------------------------------------------------- | ---------------------------------------------------------- | ---------------------------------------------------------- | ---------------------------------------------------------- | ---------------------------------------------------------- | ---------------------------------------------------------- |
|                                                            | 0,0                                                        |                                                            |                                                            | Lumbrales                                                  | Lumbrales                                                  | Lumbrales                                                  |                                                            |                                                            |                                                            | Ninguna                                                    |
| C/Carretera de Mieza Centro Urbano Yecla de Yeltes         | 0,0                                                        |                                                            |                                                            |                                                            |                                                            |                                                            |                                                            |                                                            |                                                            | Ninguna                                                    |
| Salamanca                                                  | 0,0                                                        |                                                            |                                                            |                                                            |                                                            |                                                            |                                                            |                                                            |                                                            | Ninguna                                                    |
|                                                            | 0,3                                                        |                                                            |                                                            | VITIGUDINO                                                 | VITIGUDINO                                                 | VITIGUDINO                                                 | VITIGUDINO                                                 |                                                            |                                                            |                                                            |
|                                                            | 4.9                                                        |                                                            |                                                            |                                                            | Barceíno                                                   | Barceíno                                                   |                                                            |                                                            |                                                            |                                                            |
|                                                            | 4.9                                                        | Guadramiro                                                 |                                                            |                                                            |                                                            |                                                            |                                                            |                                                            |                                                            |                                                            |
|                                                            | 8,0                                                        |                                                            |                                                            | VALDERRODRIGO                                              | VALDERRODRIGO                                              | VALDERRODRIGO                                              | VALDERRODRIGO                                              |                                                            |                                                            |                                                            |
|                                                            | 8,2                                                        |                                                            |                                                            | Encinasola de los Comendadores Picones                     | Encinasola de los Comendadores Picones                     | Encinasola de los Comendadores Picones                     | Encinasola de los Comendadores Picones                     |                                                            |                                                            |                                                            |
|                                                            | 8,9                                                        |                                                            |                                                            | VALDERRODRIGO                                              | VALDERRODRIGO                                              | VALDERRODRIGO                                              | VALDERRODRIGO                                              |                                                            |                                                            |                                                            |
|                                                            | 13,4                                                       |                                                            |                                                            | Cabeza del Caballo                                         | Cabeza del Caballo                                         | Cabeza del Caballo                                         | Cabeza del Caballo                                         |                                                            |                                                            |                                                            |
|                                                            | 16,5                                                       |                                                            |                                                            | EL MILANO                                                  | EL MILANO                                                  | EL MILANO                                                  | EL MILANO                                                  |                                                            |                                                            |                                                            |
|                                                            | 16,8                                                       |                                                            |                                                            | Villasbuenas                                               | Villasbuenas                                               | Villasbuenas                                               | Villasbuenas                                               |                                                            |                                                            |                                                            |
|                                                            | 17,0                                                       |                                                            |                                                            | EL MILANO                                                  | EL MILANO                                                  | EL MILANO                                                  | EL MILANO                                                  |                                                            |                                                            |                                                            |
|                                                            | 17.2                                                       |                                                            |                                                            | Barruecopardo Saucelle Vilvestre                           | Barruecopardo Saucelle Vilvestre                           | Barruecopardo Saucelle Vilvestre                           | Barruecopardo Saucelle Vilvestre                           |                                                            |                                                            |                                                            |
|                                                            | 21,6                                                       |                                                            |                                                            |                                                            | Aldeadávila de la Ribera                                   | Aldeadávila de la Ribera                                   |                                                            |                                                            |                                                            |                                                            |
|                                                            | 21,6                                                       | Mieza de la Ribera                                         |                                                            |                                                            |                                                            |                                                            |                                                            |                                                            |                                                            |                                                            |
|                                                            | 21,6                                                       | Barruecopardo                                              |                                                            |                                                            |                                                            |                                                            |                                                            |                                                            |                                                            |                                                            |
|                                                            | 21,6                                                       | Vitigudino                                                 |                                                            |                                                            |                                                            |                                                            |                                                            |                                                            |                                                            |                                                            |
|                                                            | 22,9                                                       |                                                            |                                                            | CEREZAL DE PEÑAHORCADA                                     | CEREZAL DE PEÑAHORCADA                                     | CEREZAL DE PEÑAHORCADA                                     | CEREZAL DE PEÑAHORCADA                                     |                                                            |                                                            |                                                            |
|                                                            | 23,1                                                       |                                                            |                                                            | La Zarza de Pumareda                                       | La Zarza de Pumareda                                       | La Zarza de Pumareda                                       | La Zarza de Pumareda                                       |                                                            |                                                            |                                                            |
|                                                            | 23,2                                                       |                                                            |                                                            |                                                            | La Zarza de Pumareda                                       | La Zarza de Pumareda                                       |                                                            |                                                            |                                                            |                                                            |
|                                                            | 23,2                                                       | Vilvestre                                                  |                                                            |                                                            |                                                            |                                                            |                                                            |                                                            |                                                            |                                                            |
|                                                            | 23,3                                                       |                                                            |                                                            | CEREZAL DE PEÑAHORCADA                                     | CEREZAL DE PEÑAHORCADA                                     | CEREZAL DE PEÑAHORCADA                                     | CEREZAL DE PEÑAHORCADA                                     |                                                            |                                                            |                                                            |
|                                                            | 27,4                                                       |                                                            |                                                            | MIEZA                                                      | MIEZA                                                      | MIEZA                                                      | MIEZA                                                      |                                                            |                                                            |                                                            |
|                                                            | 27,9                                                       |                                                            |                                                            |                                                            | La Zarza de Pumareda                                       | La Zarza de Pumareda                                       | La Zarza de Pumareda                                       |                                                            |                                                            |                                                            |
|                                                            | 27,9                                                       | Centro Urbano                                              |                                                            |                                                            |                                                            |                                                            |                                                            |                                                            |                                                            |                                                            |